# 囲碁新社
囲碁新社（いごしんしゃ）は、かつて存在した日本の囲碁の組織。1947年（昭和22年）に日本棋院を脱退した8人の棋士によって設立された。対局場への一般参観を許すなど新たな試みを行ったが、1949年春までに所属の全棋士が日本棋院に復帰し、消滅した。

## メンバー
囲碁新社のメンバーは以下の通り（段位は1947年当時のもの）。
- 七段　前田陳爾、坂田栄男
- 五段　梶原武雄
- 四段　山部俊郎
- 三段　桑原宗久、塩入逸造、児玉国男
- 二段　石毛嘉久夫

## 経緯
1947年5月、8人の棋士（上記）が日本棋院に対して改革案を提出するも、理事会ではこれを取り上げなかった。これを不満とし、8棋士は日本棋院を脱退して囲碁新社を結成した。ただし中山典之は、その著書『昭和囲碁風雲録（上）』に、当時行われた昇段制度改革に不満があったとの梶原武雄の証言を掲載している。
囲碁新社は7月に第1回の手合を上野松坂屋旧館で行い、一般ファンの見学は自由、指導碁も行うなどして、当初は人気を博した。ただし参加棋士が少ないこともあり、徐々に人気は下火となってゆく。
ここに目をつけた読売新聞が、当時十番碁で無敵を誇った呉清源と、囲碁新社のエース坂田栄男の三番碁を企画する。しかし坂田は呉の前にあえなく三連敗を喫し、続いて挑んだ梶原も完敗した。梶原はこの後、単独で日本棋院に復帰する。
1949年3月、残る7棋士も神部満之助（間組社長）の仲介で日本棋院に復帰し、囲碁新社は消滅した。後に坂田・梶原・山部らはタイトル戦線で活躍、桑原・児玉・石毛も日本棋院の理事を務めるなど、囲碁界の発展に貢献している。